# Death/doom
Death/doom ili death-doom je ekstremna podvrsta heavy metala. Nastaje kombinacijom sporog tempa i pesimističkog odnosno depresivnog raspoloženja doom metala s dubokim grubim i growlanim vokalima i brzom bubnjarskom "double-kick" tehnikom death metala. Žanr se po prvi put javlja sredinom i krajem 1980-ih, postaje popularniji tijekom 1990-ih ali polako pada u zaborav početkom 21. stoljeća. Međutim, death/doom je dao i veliki publicitet funeral doom žanru (koji je ujedno i jedan od žanrova najsličniji death/doomu) te melodičnijem i romantičnijem žanru gothic metala.

## Povijest
Death/doom nastaje sredinom 1980-ih, u doba kada su praoci žanra (kao što je primjerice američki sastav Dream Death) počeli miješati tradicionalni doom metal sa zvucima thrash metala i tada još razvijajućeg death metala. Rani albumi sastava kao što su Autopsy, Winter, Paradise Lost, My Dying Bride i Anathema (Paradise Lost, My Dying Bride i Anathema također su znani i kao Peaceville Trio jer je u to doba diskografska kuća Peaceville Records objavljivala njihove albume) spajali su glazbeni izričaj sastava kao što su Celtic Frost i Candlemass sa ženskim vokalima, klavijaturama te, u slučaju grupe My Dying Bride, violinama. Grupe kao što su Within Temptation, Lacuna Coil, The Gathering, Celestial Season i Saturnus naveli su prethodno spomenute sastave kao svoje uzore. Oznaka "death/doom" počela je gubiti na popularnosti krajem desetljeća pošto je tada većina osnivača žanra napustila svoj stari zvuk kako bi prigrlili pristupačniji i profinjeniji glazbeni izričaj. Međutim, glazbeni stil i dalje postoji u obliku funeral dooma, vrlo bliskog žanra koji je nastao sredinom 1990-ih; među poznatijim funeral doom sastavima finske su grupe Thergothon, Unholy i Skepticism.

## Popis poznatijih death/doom i funeral doom sastava
| Sastav           | Država                 | Osnovan | Izvor              |
| ---------------- | ---------------------- | ------- | ------------------ |
| Amorphis         | Finska                 | 1990.   | [ 3 ] [ 6 ]        |
| Anathema         | Ujedinjeno Kraljevstvo | 1990.   | [ 3 ] [ 7 ]        |
| Asphyx           | Nizozemska             | 1987.   | [ 8 ]              |
| Beyond Dawn      | Norveška               | 1990.   | [ 9 ]              |
| Celestial Season | Nizozemska             | 1991.   | [ 1 ]              |
| Daylight Dies    | SAD                    | 1996.   | [ 10 ] [ 11 ]      |
| Demenzia         | Bugarska               | 2003.   | [ 12 ]             |
| Disembowelment   | Australija             | 1989.   | [ 1 ] [ 3 ] [ 5 ]  |
| Esoteric         | Ujedinjeno Kraljevstvo | 1992.   | [ 13 ]             |
| Evoken           | SAD                    | 1994.   | [ 14 ]             |
| Funeral          | Norveška               | 1991.   |                    |
| The Gathering    | Nizozemska             | 1989.   | [ 3 ] [ 15 ]       |
| Katatonia        | Švedska                | 1991.   | [ 16 ] [ 17 ]      |
| Morgion          | SAD                    | 1990.   | [ 1 ] [ 3 ] [ 18 ] |
| My Dying Bride   | Ujedinjeno Kraljevstvo | 1990.   | [ 1 ] [ 3 ] [ 19 ] |
| Necare           | SAD                    | 1997.   |                    |
| Novembers Doom   | SAD                    | 1989.   | [ 1 ] [ 20 ]       |
| Opera IX         | Italija                | 1988.   | [ 21 ]             |
| Orphaned Land    | Izrael                 | 1991.   | [ 22 ]             |
| Paradise Lost    | Ujedinjeno Kraljevstvo | 1988.   | [ 1 ] [ 3 ] [ 23 ] |
| Paramaecium      | Australija             | 1990.   | [ 24 ]             |
| Pyogenesis       | Njemačka               | 1991.   | [ 25 ]             |
| Rapture          | Finska                 | 1997.   | [ 26 ]             |
| Runemagick       | Švedska                | 1990.   | [ 27 ]             |
| Saturnus         | Danska                 | 1991.   | [ 1 ]              |
| Skepticism       | Finska                 | 1991.   | [ 1 ] [ 5 ]        |
| Swallow the Sun  | Finska                 | 2000.   | [ 28 ]             |
| Thergothon       | Finska                 | 1990.   | [ 1 ] [ 5 ]        |
| Unholy           | Finska                 | 1990.   | [ 1 ] [ 5 ]        |
| Winter           | SAD                    | 1988.   | [ 1 ] [ 3 ] [ 29 ] |